# John Turner Sargent
John Turner Sargent, Sr. (Nova Iorque, 26 de junho de 1924 – 5 de fevereiro de 2012) foi presidente e CEO da editora Doubleday and Company, entre 1961 e 1978.
Em 17 de setembro de 1985, ele tornou-se presidente do comitê executivo da Doubleday, sendo sucedido por Nelson Doubleday, Jr..
Em 2006, o prêmio literário John Sargent Sr. First Novel Prize foi instituído em sua homenagem pelo The Mercantile Library Center for Fiction em Nova York.
Morreu em 5 de fevereiro de 2012, aos 87 anos, após anos de saúde frágil por consequência de um acidente vascular cerebral.